# 吴浩 (明朝将领)
吳浩（？—1449年），明朝军事将领。

## 生平
正统十四年（1449年）七月，瓦剌军兵分四路进攻明廷，也先担任主力进攻大同。时任明朝大同镇右参将的吴浩不敌，在猫儿庄阵亡。明廷援军四万骑兵全军覆没；明英宗在王振的怂恿下，决定亲征。